# 曹顶墓
曹顶墓，位于江苏省南通市崇川区城山路，是中华人民共和国江苏省文物保护单位之一。
1982年3月25日，授予江苏省文物保护单位，是一座古墓葬。